# Bill Boyd (giocatore di poker)
William Walter Boyd, meglio conosciuto come "Bill" Boyd  (27 gennaio 1906 – Las Vegas, 21 novembre 1997), è stato un giocatore di poker statunitense.
Nel 1981 è stato inserito nel Poker Hall of Fame.
Secondo alcune fonti avrebbe vinto 3 braccialetti WSOP, ma altre fonti lo attestano come vincitore di 4 braccialetti. In ogni caso Boyd ha vinto tutti i suoi braccialetti nella specialità del Five Card Stud.
Boyd ha gestito la sala da gioco del casinò Golden Nugget di Las Vegas dal 1946 fino al giorno della chiusura, nel 1988.

## Braccialetti delle WSOP
| Anno | Torneo                      | Vincita |
| ---- | --------------------------- | ------- |
| 1971 | $1.000 Limit Five Card Stud | $10.000 |
| 1972 | $10.000 Five Card Stud      | $20.000 |
| 1973 | Limit Five Card Stud        | $10.000 |
| 1974 | $5.000 Five Card Stud       | $40.000 |